# Abadia de Sant Agustí
L'Abadia de Sant Agustí va ser un monestir benedictí de Canterbury, a Kent, Anglaterra. L'abadia es va fundar el 598 i va funcionar com a monestir fins a la seva dissolució el 1538 durant la reforma anglesa. Després de la dissolució de l'abadia, va ser desmantellada fins al 1848. Des d'aquest any, una part s'ha utilitzat amb finalitats educatives i les ruïnes de l'abadia s'han conservat pel seu valor històric.

## De la fundació a la dissolució
El 597, Agustí de Canterbury va arribar a Anglaterra, havent estat enviat pel papa Gregori el Gran de mentalitat missionera per convertir els anglosaxons. El rei de Kent en aquesta època era Etelbert I de Kent. Tot i que anava en un temple pagà just fora de les muralles de Canterbury, a l'est de la ciutat, estava casat amb una cristiana, Bertha. Segons la tradició, el rei no només va acabar cedint el seu temple i els seus recintes a sant Agustí per a fer una església i un monestir, també va ordenar que l'església s'erigís “esdevenint esplendor, dedicada als beneïts apòstols Pere i Pau, i el va dotar de diversos regals". Un dels propòsits de la fundació era proporcionar una residència a Agustí i als seus germans monjos. Tant el rei com Agustí van preveure que l'abadia havia d'esdevenir un lloc d'enterrament per a abats, arquebisbes i reis de Kent.
William Thorne, cronista de l'abadia del segle xiv, registra el 598 com l'any de la fundació. Els edificis monacals eren molt probablement de fusta a la manera de la construcció saxona, de manera que es podien construir ràpidament. No obstant això, la construcció d'una església de maçoneria massissa, com les esglésies que Agustí havia conegut a Roma, va trigar més. L'església es va completar i consagrar el 613. Cap al 624 a poca distància cap a l'est, Eadbald, fill i successor d'Ethelbert, va fundar una segona església, dedicada a Santa Maria, que també serviria per enterrar la reialesa de Kent. L'abadia es va conèixer com a Sant Agustí després de la mort del fundador.
Durant dos segles després de la seva fundació, Sant Agustí va ser l'única casa religiosa important del regne de Kent. L'historiador GF Maclear va caracteritzar Sant Agustí com una "escola missionera" on "el coneixement clàssic i l'aprenentatge de l'anglès van florir". Amb el pas del temps, l'abadia de Sant Agustí va adquirir una extensa biblioteca que incloïa fons religiosos i laics. A més, tenia un scriptorium per produir manuscrits.

### La reforma de Dunstan
Dunstan, arquebisbe de Canterbury del 959 al 988, va influir en la reorganització de l'abadia per adaptar-la a la regla benedictina. Es van ampliar edificis i es va reconstruir l'església. Dunstan també va revisar la dedicatòria de l'abadia, dels originals Sants Pere i Pau, afegint-hi sant Agustí el 978. Des de llavors, l'abadia es coneix amb el nom de Sant Agustí.

### Danesos invasors
Els danesos invasors no només van preservar Sant Agustí, sinó que el 1027 el rei Cnut va passar totes les possessions de Minster-in-Thanet a Sant Agustí. Aquestes possessions incloïen el cos conservat de santa Mildred. La creença en el poder miraculós d'aquesta relíquia s'havia estès per tot Europa i va portar molts pelegrins a sant Agustí, els regals dels quals van enriquir l'abadia.

### Conquesta normanda

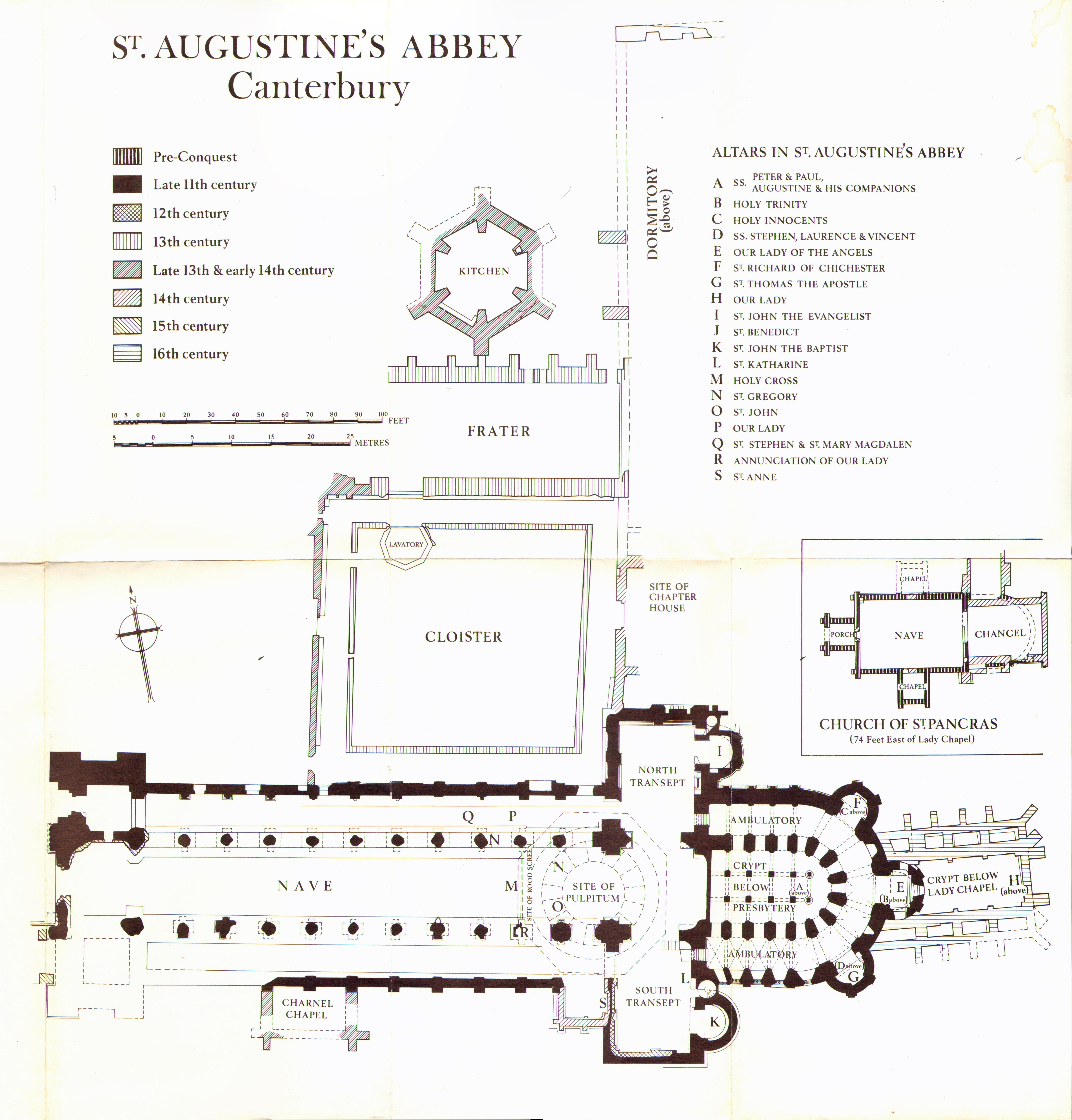
Plànol de l'abadia que mostra els diferents períodes de construcció

Després de la conquesta normanda d'Anglaterra el 1066, Guillem el Conqueridor va confiscar les finques, però va respectar les propietats de l'Església. A l'abadia de Sant Agustí, els edificis anglosaxons es van reconstruir completament en forma d'un monestir benedictí normand típic. El 1100, tots els edificis originals havien desaparegut sota un edifici romànic. Va haver-hi més reconstruccions com a conseqüència del gran incendi del 1168. La destrucció del foc explica la manca de registres històrics del període anterior.
A partir del 1250 en endavant va ser un període de riquesa en què "les construccions es van anar succeint". La història de Boggis anomena aquest període com un moment de "magnificència mundana", marcat per "despeses fastuoses" en edificis nous, visites reials i banquets amb milers de convidats. A més, el papat va imposar molts impostos a l'abadia. El gran deute en què van incórrer aquestes despeses podria haver acabat amb l'abadia si no hagués estat per als generosos benefactors que van venir al rescat.
El claustre, el refectori i la cuina van ser totalment reconstruïts. Es va afegir un nou allotjament per l'abat i un gran saló. Els primers anys del segle xiv el terreny va ser adquirit per un cellerer i es va fer una sala de cocció, un forn de pa, i una nova paret de vinya. Es va construir una capella de la Dama a l'est de l'església.

#### Porta de Fyndon
La casa de la porta de l'abadia va ser reconstruïda del 1301 al 1309 per l'abat Fyndon. Des d'aleshores es coneix com la Porta de Fyndon o la Gran Porta. La cambra situada damunt de l'entrada era la cambra estatal del monestir. El 1625, Carles I d'Anglaterra i la reina Henrietta Maria van dormir en aquesta cambra, després del seu matrimoni a la catedral de Canterbury. El 1660, després de la Restauració, Carles II i els seus germans, els ducs de York i Gloucester, es van allotjar a la porta de casa mentre es dirigien a Londres.

La porta de Fyndon va patir tants danys per les bombes alemanyes durant la Segona Guerra Mundial que es va haver de reconstruir. La porta dona a una petita plaça coneguda des del regnat de Carles I com a Lady Wootton's Green, després de la vídua d' Edward, Lord Wootton de Marley que va viure al palau fins a la seva mort el 1658. Les estàtues d'Æthelberht de Kent i la reina Bertha estan situades a la zona verda.

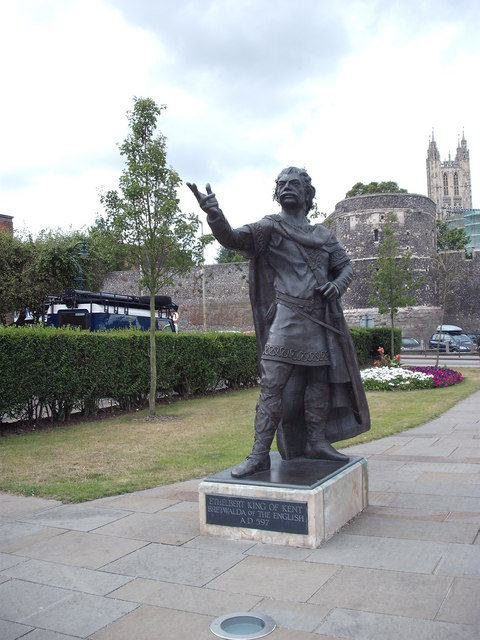
Estàtua del rei Æthelbert
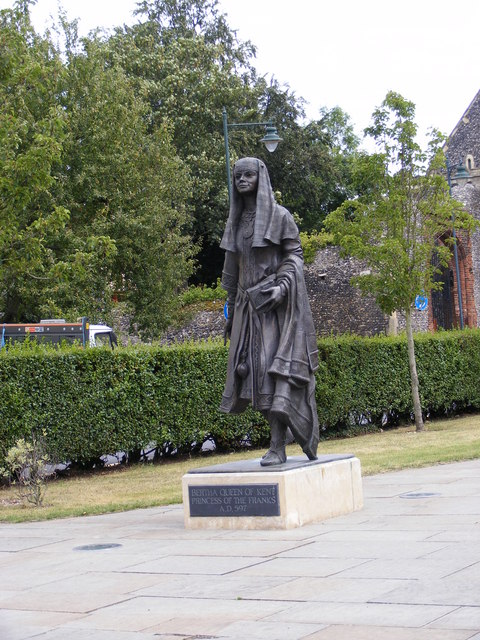
Estàtua de la reina Bertha

## De la dissolució a l'actualitat
Boggis descriu el començament del segle XVI que va conduir a la dissolució dels monestirs com els "dies de la decadència". Tot i que l'abadia posseïa finques a tot Kent amb un total de 19.862 acres, Boggis sosté que "les proves històriques demostren de manera concloent que, fins i tot si Enric VIII no els hagués dissolt mai, els monestirs anglesos ja estaven condemnats". L'extorsió que feia el papat conduirien a la fallida.
Tanmateix, la reforma anglesa acompanyada de la dissolució dels monestirs va accelerar la fallida. La Reforma va substituir el Papa (un clergue) per un monarca (un laic). Les accions de la Cambra dels Comuns del Parlament van enfortir el poder dels laics enfront del poder del clergat. Aquestes accions formaven part de la "gran transferència" de poder de la Reforma anglesa, tant econòmica com religiosa, de les autoritats eclesiàstiques a les laiques.
Com a part del "gran trasllat", el Parlament va donar al rei Enric VIII l'autoritat per dissoldre els monestirs i confiscar els béns per a la Corona. El fonament esmentat era "que les cases religioses havien deixat d'aplicar la seva propietat als usos religiosos específics per als quals es donava originalment".
El 30 de juliol de 1538, els comissaris del rei van arribar per rendir-se a l'abadia de Sant Agustí. L'últim abat i monjos van complir i van abandonar l'abadia. L'abadia, amb el seu lloc, els seus béns, edificis, terres i tota la resta de possessions, va passar a ser propietat de la Corona. Aquesta dissolució va acabar amb més de 940 anys de presència monàstica.

### Desmuntatge

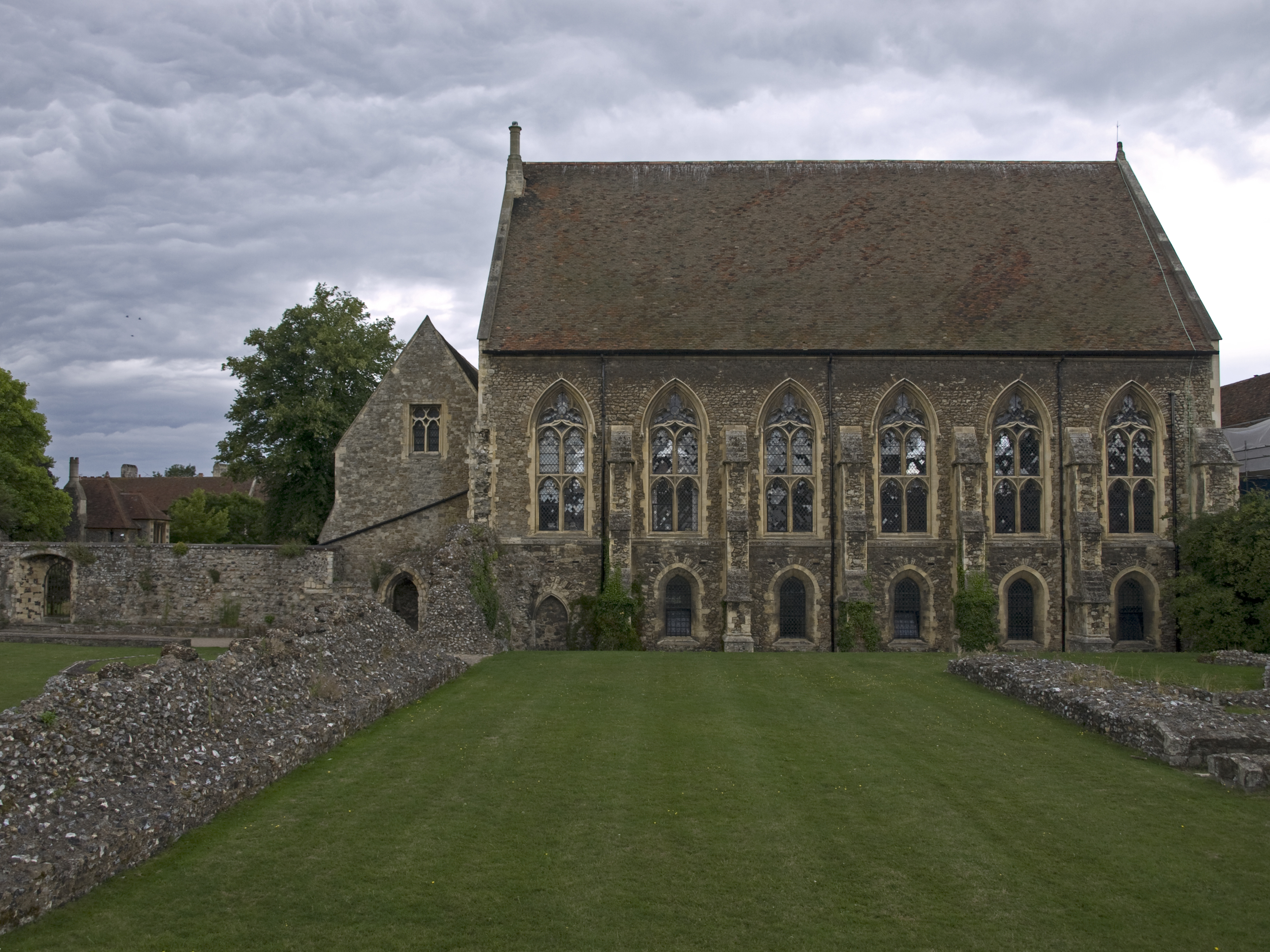
Capella del Col·legi Sant Agustí

Durant la resta del regnat d'Enric, l'abadia de Sant Agustí va passar a mans de la Corona amb alguns dels seus edificis convertits en residència reial. No obstant això, en altres parts de l'abadia, el desmantellament i la venda de material van començar el 1541. Una part de la pedra es va utilitzar a les fortificacions del Pale of Calais, però se'n va vendre més localment. La biblioteca, que contenia dos mil manuscrits, va ser destruïda i el tresor saquejat.
La residència reial va ser utilitzada ocasionalment per la família reial fins al regnat de la reina Isabel I, durant la qual els edificis van ser arrendats a una successió de nobles. El 1558, Isabel va arrendar el palau a Henry Lord Cobham. Durant la possessió de Lord Cobham, la reina va mantenir la seva cort aquí mentre viatjava. Lord Cobham era un resident de Kent que l'havia servit fidelment com a diplomàtic i parlamentari. Com a assassí de Lord Cobham per traïció el 1603 sota el regnat de Jaume I, la residència fou concedida a Robert Cecil, Lord Essenden.
Després de la mort de Cecil el 1612, la residència va passar a Edward, Lord Wootton de Marley. Lord Wootton va emprar John Tradescant the Elder per dissenyar jardins formals. Wootton va morir el 1626, però Lady Wootton va viure al seu palau fins a la seva mort el 1658. L'espai obert abans de la porta d'entrada encara es coneix com Lady Wootton's Green.
Sir Edward Hales (1626–1684) va prendre possessió de la propietat després de la mort de Lady Wootton, al que va seguir el seu fill Sir Edward Hales (1645–1695). En lloc de conservar la propietat, aquests nous propietaris van desmantellar els edificis i van portar pedres usades per construir una nova casa a Hales Place.
Des d'aleshores fins al 1844, la desolació va continuar fins que va engolir l'església, el claustre, la cuina i el refectori. Altres parts del lloc van patir degradació. Del 1770 al 1844, la cerveseria Alfred Beer & Company va funcionar dins del recinte de l'abadia. El 1804, una part del lloc es va dividir en lots i es va vendre. La Gran Cort es va utilitzar com un terreny per jugar a bitlles. La torre d'Ethelbert, la torre restant de l'abadia normanda, va ser enderrocada el 1822. Robert Ewell, a la seva Guia del monestir i col·legi missioner de Sant Agustí, va escriure que a la primera meitat del segle xix, l'abadia "va arribar al seu punt més fort de degradació".

### De la restauració a l'actualitat

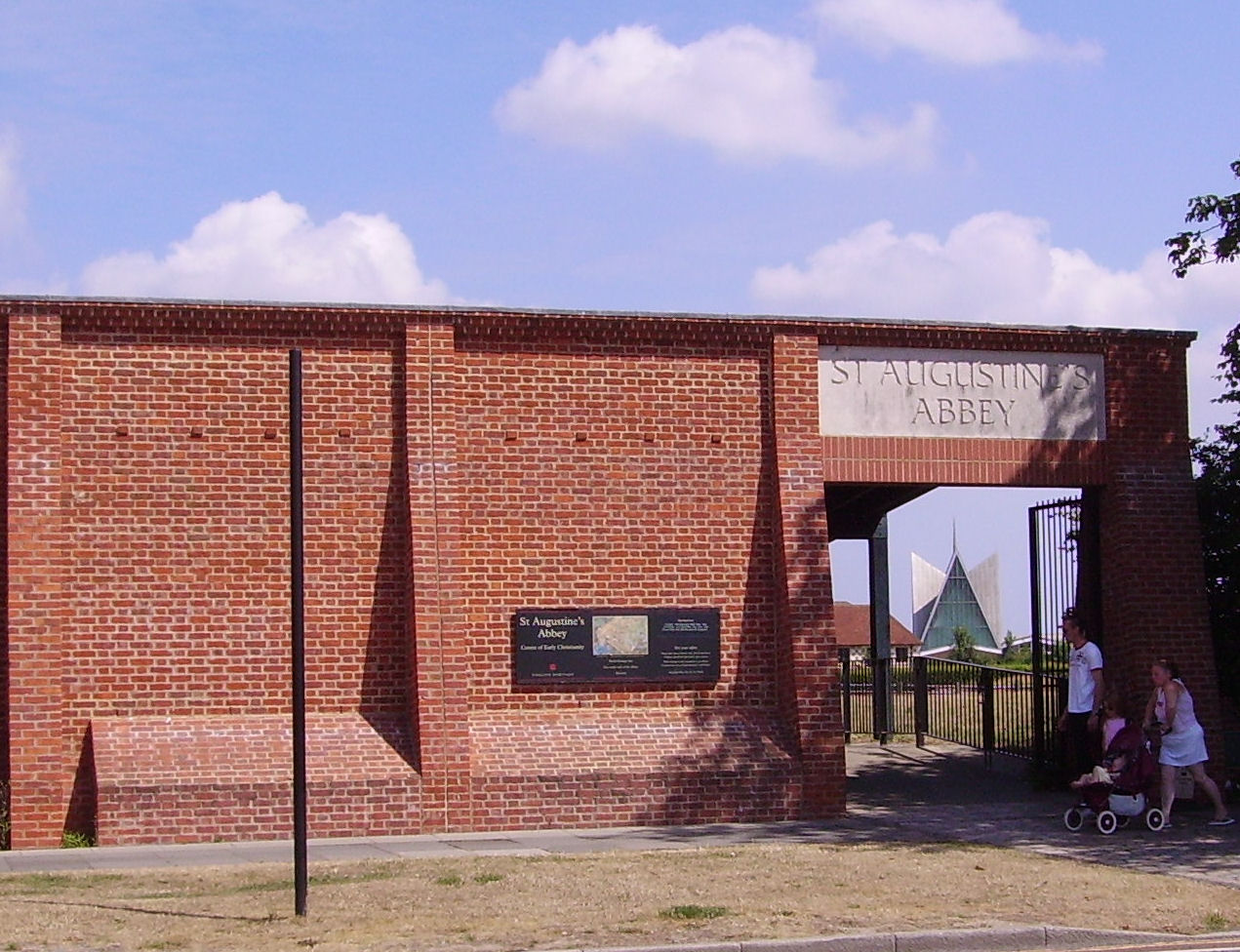
Entrada del patrimoni anglès a Longport a les ruïnes de l'abadia de Sant Agustí

L'estat de destrucció de l'abadia no va passar desapercebut. El 1844, un jove terratinent ric, membre del parlament i generós home de l'església, Alexander James Beresford Hope, va visitar les ruïnes, les va trobar deplorables i les va comprar. Inspirats en l'afany missioner del Reverend Edward Coleridge, Hope i altres donants van donar diners addicionals per restaurar i construir edificis per a la creació d'un col·legi per formar joves com a missioners a les colònies britàniques. Van imaginar un doble propòsit per al col·legi: (a) educar missioners i (b) excavar i preservar les restes de l'abadia. El Col·legi Missioner de Sant Agustí va romandre fins al 1947. No obstant això, la nit del 31 de maig de 1942, els seus edificis van ser tan danyats per una incursió alemanya que va provocar que el Col·legi deixés d'operar.
Del 1952 al 1967, els edificis del Missionary College es van utilitzar com a Central College of the Anglican Communion. Del 1969 al 1976, el departament teològic del King's College de Londres va utilitzar el centre com a base per a la preparació de l'ordenació. Des de 1976, els edificis de la universitat, juntament amb alguns altres de nous, han estat utilitzats pel de King School, Canterbury, com a internat i la biblioteca escolar. Aquesta part del lloc de l'abadia de Sant Agustí va ser adquirida per l'Escola el 1994.
Les ruïnes de l'abadia van passar a formar part del govern del Regne Unit el 1940 i ara són gestionades per English Heritage. L'Abadia va ser declarada Patrimoni de la Humanitat per la UNESCO.

## Ruïnes existents

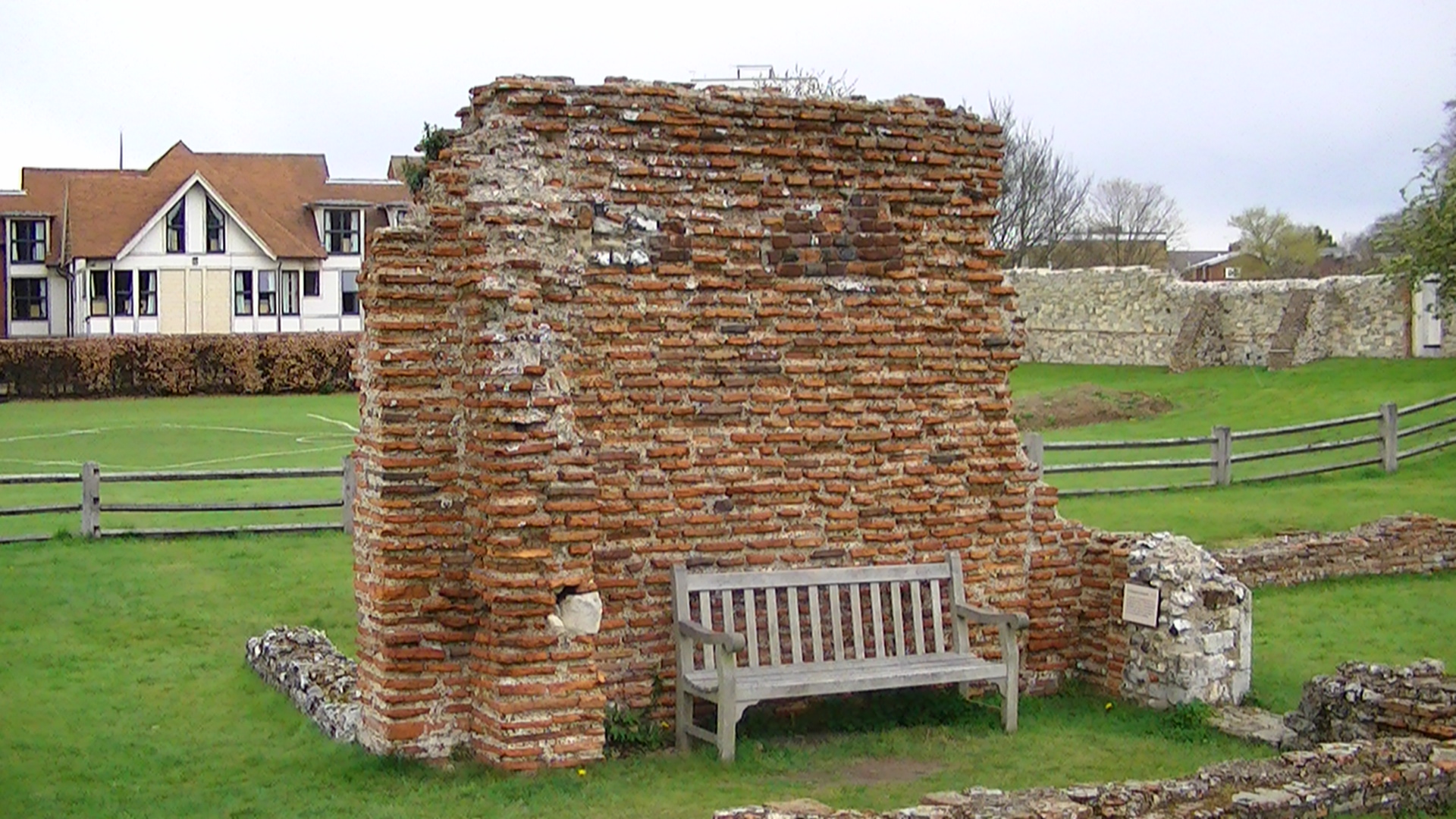
Ruïnes de l'església anglosaxona de St Pancras, al recinte de Sant Agustí
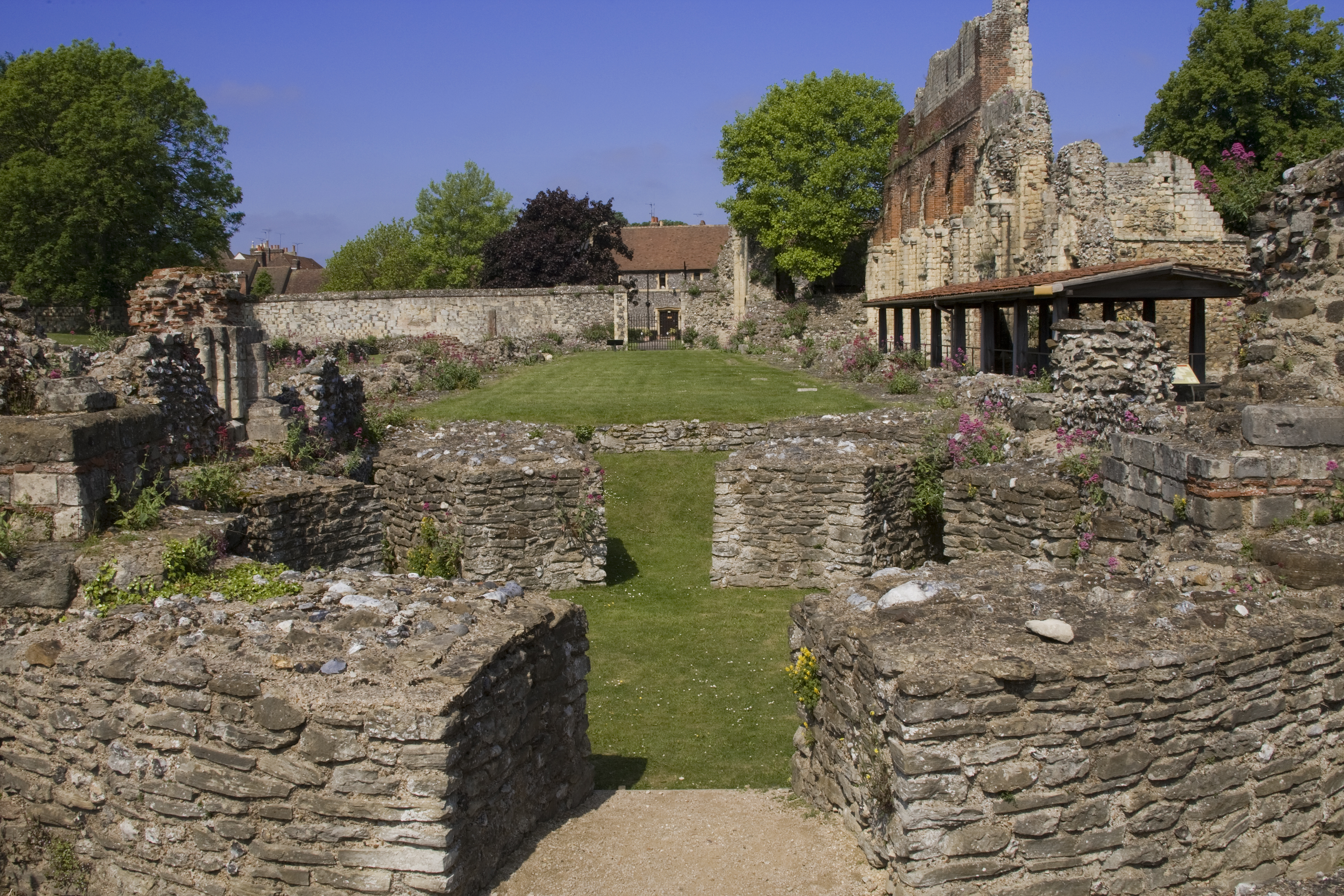
Ruïnes de la rotonda i nau de l'església de Sts Peter and Paul, al recinte de Sant Agustí
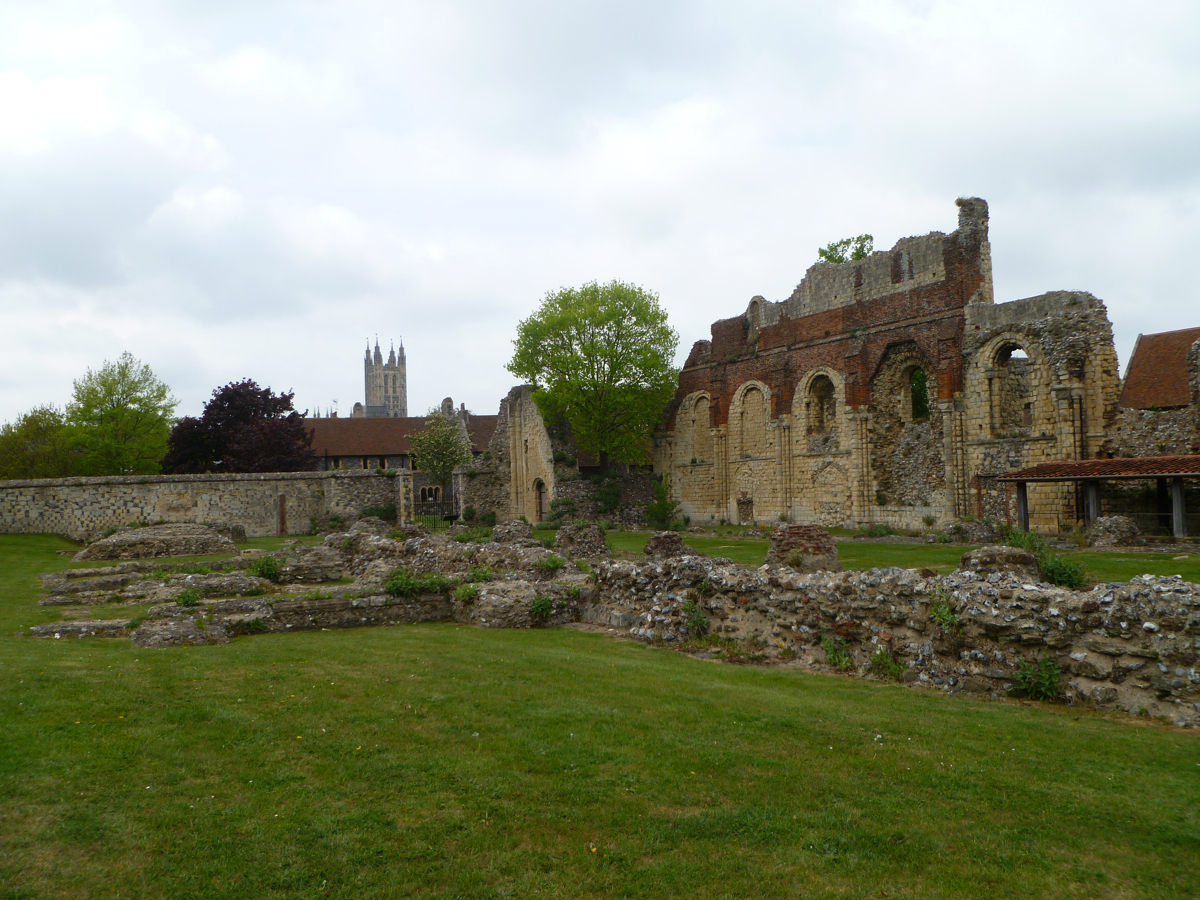
Vista de la catedral de Canterbury des de la ruïna de Sant Agustí
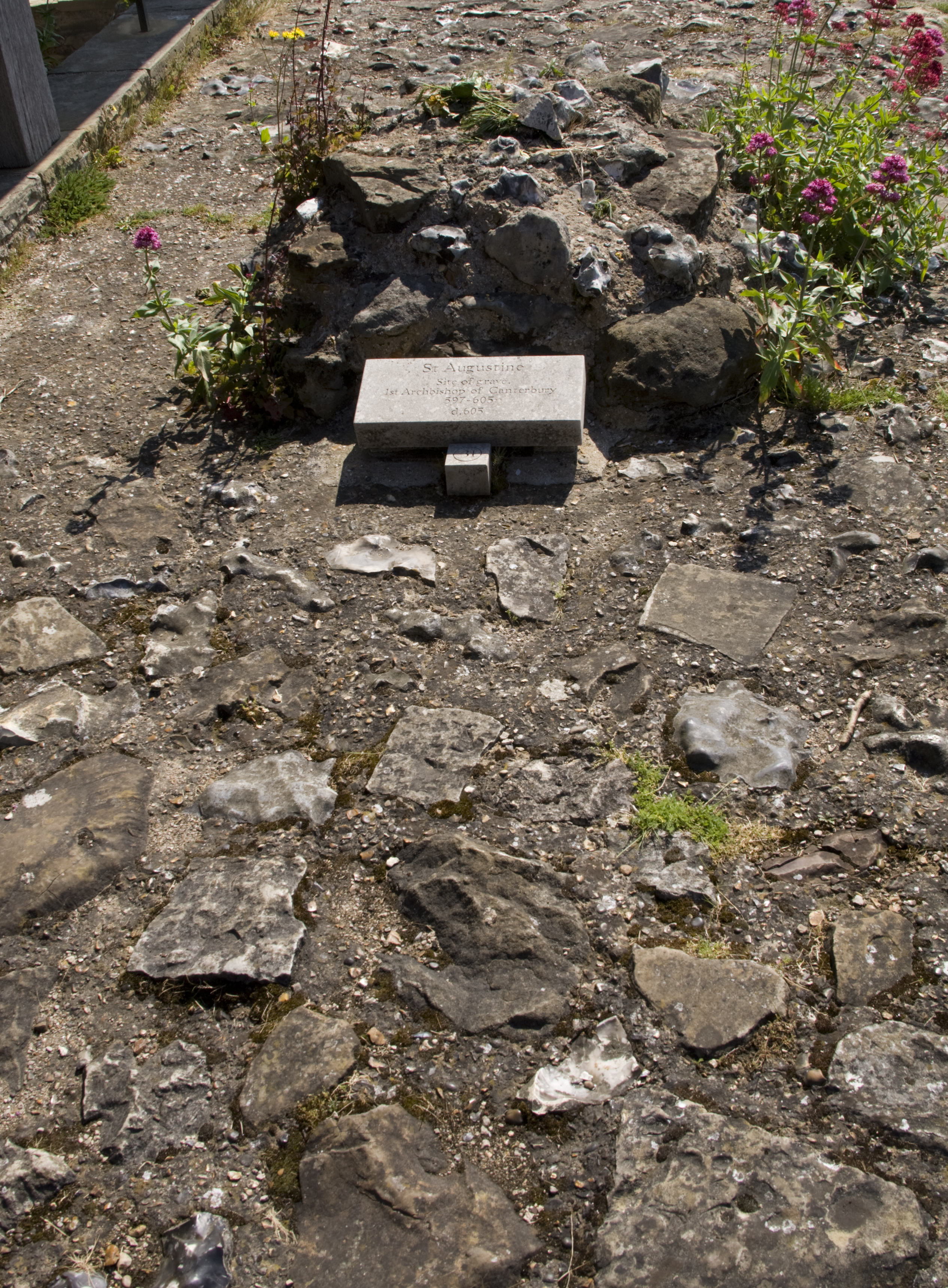
Sepulcre d'Agustí de Canterbury
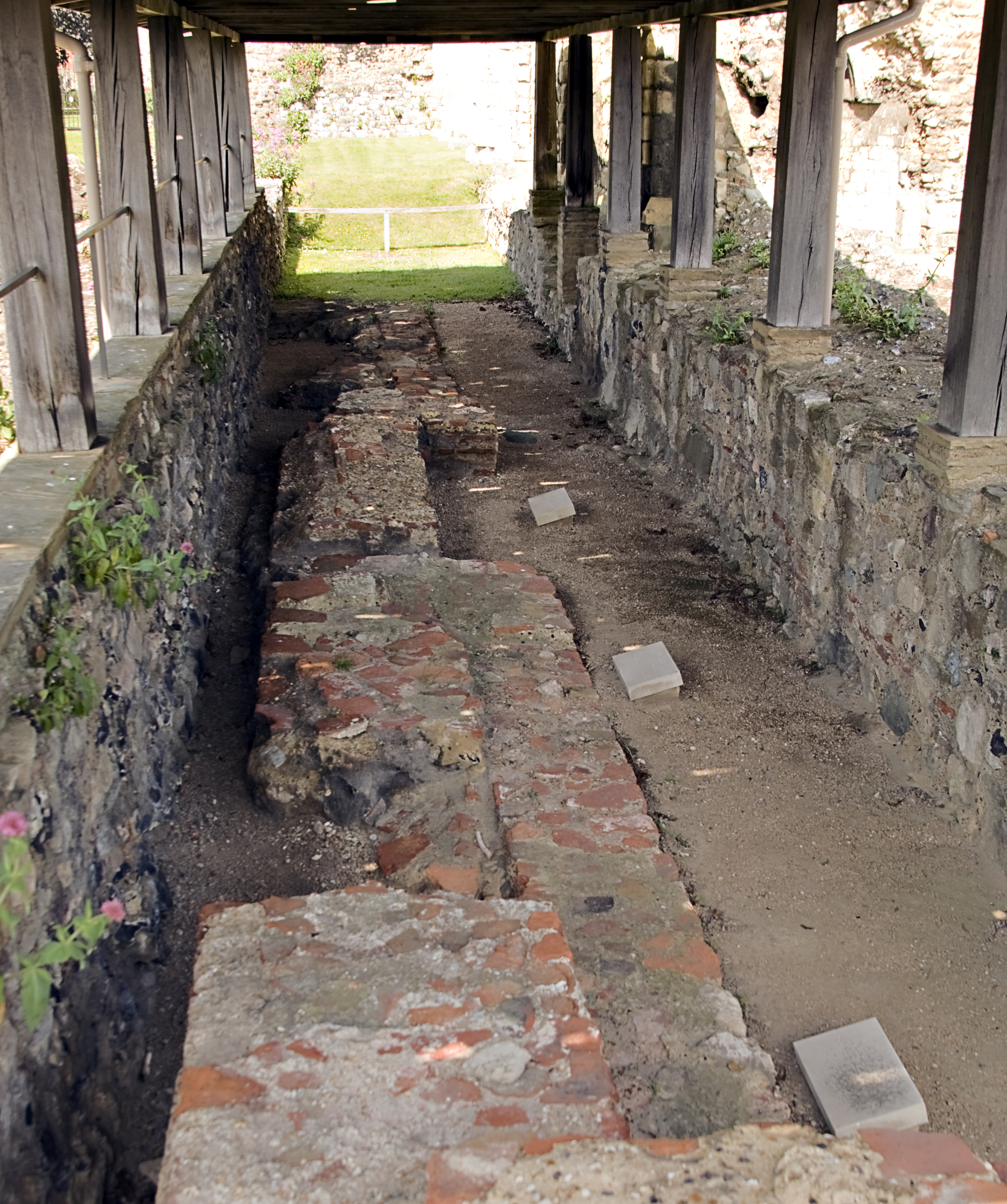
Sepulcres de Mellitus, Justus i Laurence, primers arquebisbes de Canterbury

### Enterraments notables a l'abadia
- Etelbert I de Kent, rei de Kent, a l'església de Sant Pere i Sant Pau. El seu santuari es va col·locar més tard sobre l'altar major de l'església normanda
- Eadbald de Kent, rei de Kent, a l'església de Sant Pere i Sant Pau
- Teodor de Tars, arquebisbe de Canterbury
- Emma d'Austrasia, consort d'Eadbald, també a l'església de Sant Pere i Sant Pau
- Just de Canterbury, primer bisbe de Rochester, quart arquebisbe de Canterbury